# Sherco MR3
La Sherco MR3 è una motocicletta da competizione della classe Moto3 progettata dalla Sherco assieme a Franco Moro.

## Descrizione
Il telaio è un bitrave tubolare che ricalca le geometrie del telaio Aprilia RS GP degli anni 2000; è chiuso inferiormente con un tubo rettangolare aperto, in modo che possa accogliere fino a 4 kg di zavorra, mentre il forcellone bibraccio è realizzato in alluminio ed è del tipo scatolato, l'ammortizzatore ha un collegamento al forcellone tramite un sistema leveraggi usato dall'Aprilia RS 125 R, il telaio posteriore oltre a fare da codone è realizzato in vetroresina autoportante ed è chiuso inferiormente, in quanto ha anche la funzione di airbox, l'aria viene prelevata sul lato sinistro della moto tramite una presa NACA.
Il motore pur essendo di derivazione enduro (Sherco 250 SEF) è stato rivisto per l'uso su mezzi di velocità ed il suo peso complessivo è di 25 kg, utilizza una lubrificazione a carte umido con meno di 1 kg d'olio, il quale lavora a temperature di 120-140 °C, mentre il range di funzionamento del motore va dai 9000 giri ai 14000 giri/minuto, ma permette un utilizzo anche dai 5000 giri/minuto, il cambio non è estraibile, in quanto il progetto di base da cui deriva non lo prevedeva, il peso complessivo della moto è di 80 kg, ma con l'utilizzo di materiali pregiati e leggeri il peso in ordine di marcia può ridursi a 79 kg.

## Campionati
Utilizzata nel campionato Alpe Adria 2011 risultando prima nella categoria moto3 ed utilizzata come moto unica per il primo anno del Campionato Europeo di Velocità Stock 250 del 2015, ma con caratteristiche inferiori a quelle previste nell'allestimento per l'uso mondiale, anche se poi non ha fatto comparsa nelle gare del motomondiale, è stata utilizzata alla gara di Albacete del campionato europeo velocità del 2011.